# Ośrodek międzygwiazdowy

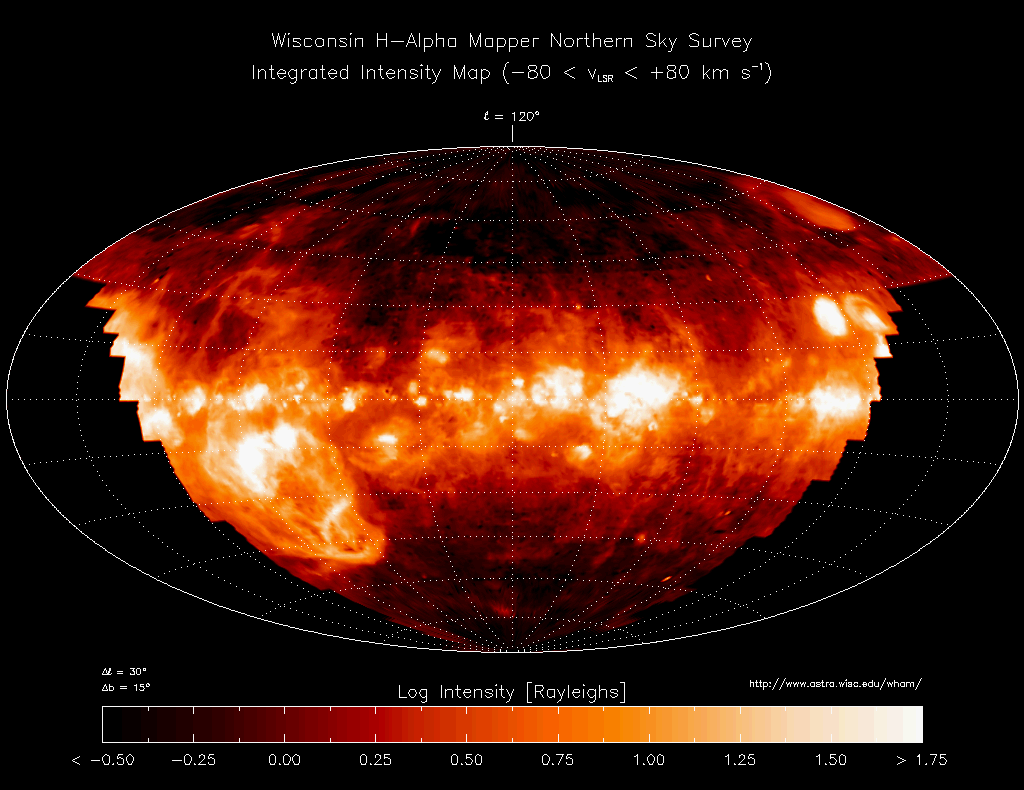
Obszary zjonizowanego wodoru (tzw. H II – w starej terminologii spektroskopowej) w przestrzeni międzygwiazdowej, obserwowane z północnej półkuli Ziemi za pomocą urządzenia Wisconsin Hα Mapper.

Ośrodek międzygwiazdowy (ang. interstellar medium, ISM) – ośrodek składający się z materii międzygwiazdowej (materii nieskupionej w gwiazdach, składającej się głównie z gazu, plazmy i pyłu), ale także z innych form energii takich jak neutrina i promieniowanie elektromagnetyczne (międzygwiazdowe pole promieniowania, interstellar radiation field), zawartych w przestrzeni pomiędzy gwiazdami w galaktyce. Ośrodek międzygwiazdowy nie jest jednorodny; obserwowane są zagęszczenia materii zwane obłokami międzygwiazdowymi.
Ośrodek międzygwiazdowy składa się z bardzo rozrzedzonych mieszanin jonów, atomów, molekuł, większych okruchów, promieni kosmicznych oraz galaktycznych pól magnetycznych (Spitzer 1978). Pod względem masy materia składa się w 99% z gazu i w 1% z pyłu. Gęstość wynosi od kilku tysięcy do kilkuset milionów cząstek na metr sześcienny, natomiast w naszej Galaktyce wynosi około milion cząstek na metr sześcienny. Na skutek pierwotnej nukleosyntezy, gaz składa się w ok. 90% z wodoru i w 10% z helu, licząc jądra atomowe. Do tego dochodzą jeszcze śladowe ilości cięższych pierwiastków (w żargonie astronomicznym zwanych „metalami”).
Z wyjątkiem świecących obłoków gazu w postaci mgławic emisyjnych, które możemy obserwować bezpośrednio, ośrodek międzygwiazdowy przejawia się zazwyczaj poprzez zaburzenie światła dochodzącego do nas od innych ciał niebieskich. Przykładowo, obecność pyłu powoduje osłabienie światła gwiazd i innych obiektów kosmicznych, znajdujących się za danym obłokiem pyłu. Powoduje również jego poczerwienienie, ponieważ rozprasza silniej promieniowanie krótkofalowe niż długofalowe, czyli żółte i czerwone. Zaburzenia światła mogą również przyjmować formy linii absorpcyjnych (dla mgławic absorpcyjnych) czy efektów mikrosoczewkowania grawitacyjnego (dla MACHO). Ponadto ośrodek międzygwiazdowy poprzez swoje oddziaływanie grawitacyjne może zmieniać ruch innych ciał niebieskich.
Ośrodek międzygwiazdowy (ISM) pełni kluczową rolę w astrofizyce. Gwiazdy tworzą się w najgęstszych obszarach ISM, obłokach molekularnych i uzupełniają ISM w materię i energię (mgławice planetarne, wiatr gwiazdowy, supernowe). Oddziaływanie pomiędzy gwiazdami a ISM pozwala określić prędkość tracenia gazu przez galaktykę i jej zdolność do tworzenia nowych gwiazd.
| Składnik                                            | Procentowa Objętość | Skala (pc) | Temperatura (K) | Gęstość (atom/cm³) | Stan wodoru                                     | Główne techniki obserwacyjne                                                                     |
| --------------------------------------------------- | ------------------- | ---------- | --------------- | ------------------ | ----------------------------------------------- | ------------------------------------------------------------------------------------------------ |
| Obłoki molekularne                                  | < 1%                | 70         | 10–20           | 10²–106            | molekularny                                     | linie emisyjne i absorpcyjne cząstek w falach radiowych i podczerwieni                           |
| Zimny naturalny ośrodek (CNM)                       | 1–5%                | 100–300    | 50–100          | 20–50              | neutralny                                       | absorpcja H I 21 cm                                                                              |
| Ciepły naturalny ośrodek (WNM)                      | 10–20%              | 300–400    | 6000–10000      | 0,2–0,5            | neutralny                                       | emisja H I 21 cm                                                                                 |
| Ciepły zjonizowany ośrodek (WIM)                    | 20–50%              | 1000       | 8000            | 0,2–0,5            | zjonizowany                                     | emisja Hα oraz dyspersja promieniowania pulsarów                                                 |
| Obszary H II                                        | < 1%                | 70         | 8000            | 10²–104            | zjonizowany                                     | emisja Hα oraz dyspersja promieniowania pulsarów                                                 |
| Gaz korony gazowej Gorący zjonizowany ośrodek (HIM) | 30–70%              | 1000–3000  | 106–107         | 10−4–10−2          | zjonizowany (metale również silnie zjonizowane) | emisja w promieniach X oraz absorpcja linii silnie zjonizowanych metali, głównie w ultrafiolecie |